# L'isola della donna contesa
L'isola della donna contesa (The Saga of Anatahan) è un film del 1953 diretto da Josef von Sternberg.
Raccontata in inglese dallo stesso Sternberg, la storia si snoda attraverso le vicende di un gruppo di soldati nipponici sopravvissuti al naufragio della loro nave colpita dall'aviazione statunitense. Guadagnata la riva di un'isola deserta, i giapponesi si troveranno a vivere nelle condizioni in cui si sono trovati molti dei loro commilitoni, sperduti nelle isole del Pacifico, ignari perfino che la Seconda guerra mondiale era finita. Il film fu presentato nella selezione ufficiale della 14ª Mostra internazionale d'arte cinematografica di Venezia (1953).

## Trama
Anno 1944. Alcuni naufraghi raggiungono un'isola disabitata: sono militari giapponesi sfuggiti al naufragio della loro nave, affondata dagli statunitensi. Quasi tutti pescatori, gli uomini si organizzano ben presto per riuscire a sopravvivere. L'isola non è abitata perché i suoi abitanti sono stati evacuati a causa della guerra: gli unici a essere rimasti, nascosti nella foresta, sono Keiko e Kusakabe che vivono come marito e moglie. Quando i soldati scoprono i due, si accende una gara tra gli uomini per conquistare l'unica donna dell'isola. Anche se all'inizio le avvisaglie della lotta sono coperte da una patina di vivere civile, a poco a poco, la situazione degenera: le poche armi vengono rivolte contro i propri compagni, Kusakabe viene ucciso, Keiko vive come un'ape regina con il preferito del momento. Finita la guerra, alcuni si isolano, vivendo di violenza. Keiko cerca di esortarli a ritornare in patria, senza successo. Un giorno la donna scompare, in cerca di aiuto. I superstiti saranno recuperati e rimpatriati a bordo di un aereo USA, accolti come eroi da una folla festante. Sono passati 7 anni da quando sono approdati sulle spiagge dell'isola.

## Accoglienza

### Critica
(Giovanni Buttafava )